# Fernando Escartín
Fernando Escartín Coti (* 24. Januar 1968 in Biescas, Provinz Huesca) ist ein ehemaliger spanischer Radrennfahrer. Er gilt als einer der besten Bergfahrer der 1990er Jahre. Insgesamt beendete er 13 große Landesrundfahrten unter den ersten Zehn der Gesamtwertung. Escartin gab seinen Rücktritt Ende 2002 bekannt.

## Teams
Escartin begann seine Karriere bei CLAS und war seit 1996 Kapitän von Kelme, in den letzten beiden Jahren seiner Karriere fuhr er für das deutsche Team Coast.

## Dopingverwicklungen
Im Zusammenhang mit den Ermittlungen gegen den Doping-Arzt Michele Ferrari wurde auch gegen Fernando Escartín ermittelt, der auf Ferraris Kundenliste aufgeführt war. Obwohl Escartín nie positiv getestet und damit des Dopings überführt wurde, bleibt der Verdacht gegen ihn bestehen, zumal erst seit 2000 ein Test zum Nachweis von EPO zur Verfügung stand.

## Erfolge
1993
- eine Etappe Galicien-Rundfahrt
- Gran Premio de Náquera

1994
- Clásica a los Puertos

1995
- Gesamtwertung und eine Etappe Aragon-Rundfahrt
- Gesamtwertung und eine Etappe Vuelta a los Valles Mineros
- Clásica de Sabiñánigo

1996
- Clásica a los Puertos

1997
- Gesamtwertung und eine Etappe Katalonien-Rundfahrt

1998
- eine Etappe Aragon-Rundfahrt
- eine Etappe Katalonien-Rundfahrt

1999
- eine Etappe Tour de France
- zwei Etappen Asturien-Rundfahrt
- zwei Etappen Euskal Bizikleta

## Grand-Tour-Platzierungen
| Grand Tour            | 1991 | 1992 | 1993 | 1994 | 1995 | 1996 | 1997 | 1998 | 1999 | 2000 | 2001 | 2002 |
| --------------------- | ---- | ---- | ---- | ---- | ---- | ---- | ---- | ---- | ---- | ---- | ---- | ---- |
| Giro d’ItaliaGiro     | 67   | –    | –    | –    | –    | –    | –    | –    | –    | –    | –    | 8    |
| Tour de FranceTour    | –    | 45   | 30   | 12   | 7    | 8    | 5    | DNF  | 3    | 8    | –    | –    |
| Vuelta a EspañaVuelta | –    | –    | 10   | 9    | –    | 10   | 2    | 2    | DNF  | 7    | 10   | DNF  |